# آن-ماری مارتین
آن-ماری مارتین (انگلیسی: Anne-Marie Martin؛ زادهٔ ۱۱ نوامبر ۱۹۵۷) سوارکار، بازیگر و فیلم‌نامه‌نویس اهل کانادا است.
از فیلم‌ها یا برنامه‌های تلویزیونی که وی در آن نقش داشته است، می‌توان به اسلج همر!، روزهای زندگی ما، سوئیچ، خیابان‌های سان‌فرانسیسکو، گردباد، فرار، و هالووین ۲ اشاره کرد.